# Sidney Hall
Sidney Hall (späterer offizieller US-Titel The Vanishing of Sidney Hall) ist ein Filmdrama von Shawn Christensen, das am 25. Januar 2017 im Rahmen des Sundance Film Festivals seine Weltpremiere feierte.

## Handlung
Der Film erzählt in Vor- und Rückblenden von drei Phasen aus dem Leben der Titelfigur, die sich über einen Zeitraum von zwölf Jahren erstrecken. Der Film zeigt, wie sich Sidney Hall in jungen Jahren verliebt, später zu einem erfolgreichen Schriftsteller wird und eine ganze Generation beeinflusst, um sich schließlich aus der Öffentlichkeit zurückzuziehen.
Die Aufsätze von Sidney Hall, der früh eine Liebe zum Schreiben entwickelte, stoßen bei vielen in der Schule auf Ablehnung. Ein Lehrer jedoch erkennt sein Talent und ermuntert ihn, eine Karriere als Schriftsteller zu verfolgen. Der schnelle Erfolg mit seinem ersten Roman macht Sidney zu einer Berühmtheit, auch wenn seine dystopischen Betrachtungen über Suburbia auf einige junge Leser einen schlechten Einfluss zu haben scheinen, was seinen Namen jedoch erst recht ins Gespräch bringt. Sein Roman soll Einfluss auf das Leben einer ganzen Generation nehmen. Allerdings umgibt den neuen Skandalautor ein dunkles Geheimnis, das in seiner Vergangenheit zu finden ist. Es gelingt ihm nicht, mit seiner großen Liebe aus Kindertagen zusammenzubleiben. Als sich der nunmehr desillusionierte Schriftsteller aus der Öffentlichkeit zurückzieht, beginnt Jahre später ein seltsamer Detektiv in seinem Leben herumzuschnüffeln.

## Produktion

### Stab
Die Regie übernahm Shawn Christensen. Mit dem Schreiben des Drehbuchs zum Film hatte Christensen gemeinsam mit seinem besten Freund Jason Dolan, der ein weiterer Produzent des Films und selbst Drehbuchautor ist, bereits rund zehn Jahre zuvor begonnen.

### Besetzung und Dreharbeiten
Die titelgebende Hauptrolle von Sidney Hall wurde mit Logan Lerman besetzt. Elle Fanning übernahm die Rolle von Melody.
Die Dreharbeiten fanden an der St. Francis de Sales School for the Deaf in Brooklyn, am Beekman Towers Apartment Building in Manhattan und im Rockefeller State Park Preserve in Pleasantville in New York statt.

### Filmmusik und Veröffentlichung
Die Filmmusik wurde von Darren Morze komponiert. Der Soundtrack zum Film wurde Anfang November 2018 von Madison Gate Record veröffentlicht.
Am 25. Januar 2017 feierte der Film im Rahmen des Sundance Film Festivals seine Weltpremiere. A24 hat die weltweiten Vertriebsrechte. Am 2. März 2018 kam der Film in ausgewählte US-amerikanische Kinos.

## Rezeption
Der Film konnte bislang nur drei der 27 Kritiker bei Rotten Tomatoes überzeugen. Die durchschnittliche Wertung liegt bei 2,8/10.